# Гнатишин Михайло Миколайович
Михайло Миколайович Гнатишин (9 листопада 1947 — 2 вересня 2022) — радянський футболіст, що грав на позиції півзахисника та нападника. Відомий за виступами у складі «Спартак» з Івано-Франківська у класі «Б», другій та першій лізі СРСР. Чемпіон УРСР 1969 і 1972 років. Після завершення кар'єри футболіста — український футбольний тренер.

## Клубна кар'єра
Михайло Гнатишин розпочав виступи на футбольних полях у аматорській команді «Хімік» з Калуша в 1967 році. У 1969 році Гнатишин став гравцем команди класу «Б» «Спартак» з Івано-Франківська, у складі якої в цьому ж році він став чемпіоном УРСР у класі «Б». З 1971 року грав у складі «Спартака» в новоствореній другій лізі, й наступного року івано-франківська команда стає переможцем зонального турніру другої ліги, що на той час вважався чемпіонатом УРСР, і у перехідних матчах проти ризької «Даугави» здобула путівку до першої ліги. У 1973 році Михайло Гнатишин грав у складі «Спартака» вже у першій лізі. У 1974 році Гнатишин грав у складі команди «Будівельник» з Тернополя, після чого завершив виступи в командах майстрів. З 1976 до 1977 року Гнатишин грав у складі аматорської івано-франківської команди «Електрон», а з 1977 до 1984 року грав у команді «Нафтовик» з Долини, де виконував роль граючого тренера, після чого остаточно завершив виступи на футбольних полях.

## Кар'єра тренера
З 1990 року Михайло Гнатишин працював на посаді асистента головного тренера команди «Прикарпаття» з Івано-Франківська, у 1998 році залишив тренерський штаб івано-франківської команди. У 1999 році Гнатишин очолив тренерський штаб команди другої ліги «Енергетик» з Бурштина, працював головним тренером до 2001 року. У 2002 році вдруге очолив бурштинську команду, проте вже за півроку за станом здоров'я покинув «Енергетик». Помер Михайло Гнатишин 2 вересня 2022 року.

## Особисте життя
Сином Михайла Гнатишина є Тарас Гнатишин, який був професійним футболістом, та грав під керівництвом батька в бурштинському «Енергетику».

## Досягнення
- Переможець Чемпіонату УРСР з футболу 1969 в класі «Б».
- Переможець Чемпіонату УРСР з футболу 1972, що проводився у рамках турніру в першій зоні другої ліги СРСР.